# Sauls son
Sauls son (originaltitel: Saul fia) är en ungersk dramafilm från 2015 regisserad av László Nemes. Den visades vid Filmfestivalen i Cannes 2015, där den tävlade för Guldpalmen och vann Grand Prix. Vid Oscarsgalan 2016 vann filmen priset i kategorin för Bästa icke-engelskspråkiga film. Detta var andra gången en ungersk film vann.

## Handling
Filmen utspelar sig 1944 i Auschwitz och handlar om den ungersk-judiska fången Saul (Géza Röhrig) som ingår i ett sonderkommando, som tvingas bränna de döda kropparna av sitt eget folk. En dag får han syn på en död kropp av en ung pojke som han tror är hans son. Han försöker rädda kroppen från lågorna och hitta en rabbi för att anordna en hemlig begravning.

## Rollista
- Géza Röhrig – Saul
- Levente Molnár – Abraham
- Urs Rechn – Biedermann
- Sándor Zsótér – doktor
- Todd Charmont – Braun
- Uwe Lauer – Voss
- Christian Harting – Busch
- Kamil Dobrowolski – Mietek

## Mottagande
Filmen har mestadels fått enastående kritik. På Rotten Tomatoes har filmen ett medelbetyg på 96%, baserat på 197 recensioner, och ett genomsnittsbetyg på 8,9 av 10. På Metacritic har filmen genomsnittsbetyget 89 av 100, baserat på 39 recensioner.